# PowerPC 602
Il PowerPC 602 era un microprocessore sviluppato da IBM e Motorola e basato sul set di istruzioni PowerPC. Il processore era progettato per aver bassi consumi dato che era indirizzato al mercato dei computer portatili, dei palmari e dei dispositivi a basso consumo in genere.
Il processore fa parte della seconda generazione di processori PowerPC (questi processori sono conosciuti anche come PowerPC G2) come il PowerPC 603, 604 e 620.

## Storia
Il PowerPC 602 deriva dal PowerPC 603 fu presentato nel febbraio 1995. L'obiettivo del progetto era ridurre i consumi e il costo di produzione. I progettisti ridussero la cache e le unità di elaborazione dei numeri interi e di virgola mobile semplificandole (l'unità in virgola mobile perse la possibilità di eseguire calcoli in doppia precisione). La commercializzazione iniziò alla fine del 1995.

## Architettura
Derivando dal PowerPC 603 il PowerPC 602 riprese buona parte dell'architettura. Il processore aveva quattro unità di esecuzione:
- L'unità di gestione degli interi (FXU)
- L'unità di gestione dei numeri in virgola mobile (FPU)
- L'unità di gestione dei salti (BPU)
- L'unità load/store

L'unità di gestione degli interi venne migliorata per accelerare le applicazioni multimediali. La gerarchia della memoria venne semplificata con l'eliminazione della cache di lettura/scrittura e la riduzione della cache di primo livello da 8 KB a 4 KB. Come il PowerPC 603 il processore poteva gestire due istruzioni per ciclo di clock e possedeva tre modalità di gestione dell'energia.

## Caratteristiche

### PowerPC 602
- Presentazione: Fine 1995
- Tecnologia: 500 nanometri
- Transistor: 1 Milioni
- Dimensione die: 50 mm²
- Frequenza: 66 o 80 MHz
- Voltaggio: 3.3 Volt
- Architettura: 32 bit
- Bus degli indirizzi: 32 bit
- Bus dei dati 64 bit
- Cache primo livello: 4 KB
- Cache secondo livello: non presente
- Prestazioni: SPECint92: 48
- Consumo: 1.2 W a 66 MHz